# Strobilanthes apoensis
Strobilanthes apoensis är en akantusväxtart som beskrevs av Merrill. Strobilanthes apoensis ingår i släktet Strobilanthes och familjen akantusväxter. Inga underarter finns listade i Catalogue of Life.